# Château de Drum
Le château de Drum est proche du village de Drumoak dans l'Aberdeenshire, région du nord de l'Écosse. Le nom de Drum vient du gaélique druim, "crête". Le château a été pendant plusieurs siècles le siège du chef du Clan Irvine.

## Histoire
Il est possible que la tour du XIIIe siècle du château de Drum soit l'œuvre de l'architecte médiéval Richard Cementarious qui a construit le pont du Don dans le Old Aberdeen (aujourd'hui partie de la cité d'Aberdeen mais bourg séparé en ces temps-là). Cette tour est considérée comme une des trois plus vieilles maisons-tours d'Écosse, et la mieux préservée. Une grande aile fut ajoutée en 1619 par le 9e laird (propriétaire selon la loi écossaise), et quelques modifications furent effectuées durant l'Époque victorienne. 
Le château et ses terres furent accordés à William Irvine en 1323 par Robert le Bruce, roi d'Écosse, et resta en possession du clan Irvine jusqu'en 1975. Drum a joué un rôle dans la rébellion des covenantaires, comme le château voisin de Muchalls, et fut ainsi attaqué et pillé à trois reprises.
Le château est entouré par des jardins de la fin du XVIIIe siècle, ce qui inclut un jardin de roses et un arboretum contenant des arbres de toutes les régions de l'empire britannique de ce siècle.

## De nos jours
Le château est maintenant géré par Historic Scotland, l'agence d'Écosse des monuments historiques. La chapelle, salle à manger et dépendances peuvent être louées pour des mariages ou des conférences. De nombreux évènements locaux comme des courses de voitures anciennes et des concerts y prennent place.